# NTC Televisión
NTC Televisión (acrónimo de Nacional de Televisión y Comunicaciones S.A.) es una productora y una ex-programadora de televisión colombiana.

## Historia
Fue fundada en 1977 por el periodista Guillermo La Chiva Cortés. 
NTC Televisión se mantuvo en las licitaciones de programadoras entre 1977 y 1991 operándose en la Cadena 1 y en la Cadena 2.
En 1991 se presentó a la licitación de la Cadena Uno y el Canal A, saliendo favorecida en la Cadena Uno con 14 horas de programación.
Durante la licitación que adjudicó los espacios de televisión entre 1992 y 2016, NTC Televisión se constituyó en una de las mayores concesionarias, operando en el Cadena Uno (hoy Canal 1). 
El 1 de enero de 1992 inició su noticiero llamado NTC Noticias, que en 2002 se combinó con casi todos los demás programas informativos de Canal Uno como: Uninoticias y Noticiero de las 7 aunque el Noticiero CM& se mantuvo independiente para crear Noticias Uno. 
En 1997 se presentó a la licitación de la Cadena Uno y el Canal A, saliendo favorecida en la Cadena Uno con 14 horas de programación.
NTC Televisión fue una de las pocas empresas que sobrevivió a la crisis de las programadoras de finales de los 90 y principios de los 2000.
En 2004, NTC Televisión como programadora llegar tener una unión temporal con Colombiana de Televisión para Canal Uno.
El 1 de mayo de 2017, NTC Televisión se transformó de programadora a una empresa socio-inversionista de Plural Comunicaciones.
En diciembre de 2022, NTC Televisión estuvo como empresa socio-inversionista de Plural Comunicaciones con el 20% de su participación, por lo que HMTV1 absorbió el 100% de su participación junto CM& Televisión y RTI Televisión, desde ese entonces NTC Televisión comenzaba a convertirse de una empresa socio-inversionista a un proveedor de contenido.